# Herman Chernoff
Herman Chernoff   (Nova York, 1 de juliol de 1923) és un matemàtic i estadístic estatunidenc.

## Vida i obra
Chernoff va néixer i créixer a Nova York i es va graduar en matemàtiques al City College de Nova York el 1943. A continuació es va matricular a la universitat Brown per a fer estudis de postgrau en matemàtiques aplicades, però els va interrompre per treballar a la Marina dels Estats Units d'Amèrica durant la Segona Guerra Mundial. Acabada la guerra va fer els estudis de doctorat dirigit per Abraham Wald de la Universitat de Colúmbia, tot i que ell va continuar sent, oficialment, alumne de Brown. El 1948 va obtenir el doctorat amb una tesi sobre una solució asimptòtica del problema de Behrens-Fisher.
A continuació va se professor de matemàtiques un curs a la universitat de Chicago i tres cursos més a la universitat d'Illinois a Urbana-Champaign fins que el 1951 va ingressar al departament d'estadística de la Universitat Stanford. Hi va romandre fins al 1974, quan va acceptar una oferta de l'Institut de Tecnologia de Massachusetts, que volia desenvolupar un departament d'estadística amb una forta inclinació per les aplicacions, però el 1985, quan va constatar que no es podia crear un fort grup d'estadística al MIT, va acceptar una oferta de la universitat Harvard per incorporar-se al seu departament d'estadística. El 1997 es va retirar, però continua sent professor emèrit a Harvard i al MIT.
Chernoff ha sigut un docent entregat que ha inspirat un bon nombre de deixebles de doctorat. Els seus treball més originals van ser en el camp de la teoria de la decisió, tema sobre el que va publicar una notable monografia el 1959: Elementary Decidion Theory.